# 322e régiment d'infanterie
Le 322e régiment d'infanterie (322e RI) est un régiment d'infanterie de l'Armée de terre française constitué en 1914 avec les bataillons de réserve du 122e régiment d'infanterie.
À la mobilisation, chaque régiment d'active créé un régiment de réserve dont le numéro est le sien plus 200.

## Création et différentes dénominations
août 1914 : 322e régiment d'infanterie
août 1916 : Dissolution

## Historique des garnisons, combats et batailles du 280eRI

### Première Guerre mondiale

#### Affectations
- 15e corps d'armée août 1914
- 32e division d'infanterie de juin 1915 à août 1916

#### 1914
Constitution en 1914 à Rodez.
Dans les Vosges :
- 12 août : à Hymont et Mattaincourt.
- 13 août : à Poussay.
- 14 août : à Bayon.
- 15 août : à Rehainviller.
- 16 août : à Marainviller.
- 18 août : à Desseling.
- 19 août : à Bisping au bois de Muehlwald et au bois de la Goutte.
- 23 août : à Bayon attaque de Méhoncourt et de l’abbaye de Belchamp.
- fin août : dans le secteur de Gerbéviller.

#### 1915
- 25 septembre-6 octobre : seconde bataille de Champagne à Beauséjour et à Tahure.
- septembre : à Souain.

#### 1916
- Bataille de Verdun.
- Juin : à Thiaumont.
- Août : à Bras-sur-Meuse.
- Dissolution du régiment en août 1916.

## Drapeau
Il porte, cousues en lettres d'or dans ses plis, les inscriptions suivantes :
- Champagne 1915
- Verdun 1916